# Vilém Nasavský
Vilém Nasavský (14. června 1792 – 20. srpna 1839) byl nasavský vévoda v letech 1816–1839 a otec lucemburského velkovévody Adolfa a švédské královny Žofie, manželky Oskara II. Vilém Nasavský je předkem panovnických rodin Dánska, Lucemburska, Nizozemska, Norska, Švédska, Waldecku-Pyrmontu a Kobursko-gothajského vévodství.

## Život
Vilém se narodil jako nejstarší syn Fridricha Viléma Nasavsko-Weilburského a jeho manželky, Luisy Isabely z Kirchbergu. S nasavskými vojáky se zúčastnil na straně Sedmé koalice bitvy u Waterloo proti Napoleonovi.

### Nasavský vévoda
9. ledna 1816 nastoupil po svém otci, vévodovi Fridrichu Vilémovi na nasavský vévodský trůn a spojil Nasavsko se svým bratrancem, Fridrichem Augustem z nasavsko-usingenské větve rodu. Když jeho bratranec a spoluvládce 24. března 1816 zemřel, zdědil Vilém území Usingenů a stal se vládcem celého Nasavska.

### Manželství a potomci
Vilém se poprvé oženil 24. června 1813 ve Weilburgu s princeznou Luisou Sasko-Hildburghausenskou (1794–1825). Luisa byla dcerou Fridricha Sasko-Altenburského a Šarloty Georginy Meklenbursko-Střelické. Měli spolu osm dětí:
- Augusta Luisa Frederika Maximiliana Vilemína Nasavská (12. dubna 1814 – 3. října 1814)
- Tereza Vilemína Frederika Isabela Šarlota Nasavská (17. dubna 1815 – 8. prosince 1871) ⚭ 1837 vévoda Petr Oldenburský (1812–1881)
- Adolf Lucemburský (24. července 1817 – 17. listopadu 1905), poslední vládnoucí nasavský vévoda, velkovévoda lucemburský
⚭ 1844 kněžna Alžběta Michajlovna Romanovna (1826–1845)
⚭ 1851 Adelaida Marie Anhaltsko-Desavská (1833–1916)
- Vilém Karel Jindřich Fridrich Nasavský (8. září 1819 – 22. dubna 1823)
- Mořic Vilém August Karel Jindřich Nasavský (21. listopadu 1820 – 23. března 1850), nikdy se neoženil a neměl potomky
- Marie Vilemína Luisa Frederika Henrietta Nasavská (5. dubna 1822 – 3. dubna 1824)
- Vilém Karel August Fridrich Nasavský (12. srpna 1823 – 28. prosince 1828)
- Marie Vilemína Frederika Alžběta Nasavská (29. ledna 1825 – 24. března 1902), ⚭ 1842 Heřman z Wiedu (1814–1864)

Vilém se podruhé oženil 23. dubna 1829 ve Stuttgartu s neteří své první manželky, Pavlínou Württemberskou, dcerou Pavla Württemberského a Šarloty Sasko-Hildburghausenské.
Vilém měl s Pavlínou čtyři děti:
- dcera (1830)
- Helena Nasavská (1831–1888) ⚭ 1853 kníže Jiří Viktor Waldecko-Pyrmontský (1831–1893)
- Mikuláš Vilém Nasavský (1832–1905) ⚭ 1868 morganatický sňatek s Nataljou Alexandrovnou Puškinovou (1836–1913)
- Žofie Nasavská (1836–1913) ⚭ 1857 pozdější švédský a norský král Oskar II. (1829–1907)

## Tituly a oslovení
- 14. června 1792 – 9. ledna 1816: Jeho Jasnost nasavsko-weilburský dědičný princ
- 9. ledna 1816 – 24. března 1816: Jeho Jasnost nasavsko-weilburský kníže
- 24. března 1816 – 20. srpna 1839: Jeho Výsost nasavský vévoda

## Vývod z předků
|                |                                    |  |                           |                                                     |  |  |  |  |  |  |  | Jan Arnošt Nasavsko-Weilburský |
|                |                                    |  |                           |                                                     |  |  |  |  |  |  |  |                                |
|                | Karel August Nasavsko-Weilburský   |  |                           |                                                     |  |  |  |  |  |  |  |                                |
|                |                                    |  |                           |                                                     |  |  |  |  |  |  |  |                                |
|                |                                    |  |                           | Marie Polyxena Leiningensko-Dagsbursko-Hartenburská |  |  |  |  |  |  |  |                                |
|                |                                    |  |                           |                                                     |  |  |  |  |  |  |  |                                |
|                | Karel Kristián Nasavsko-Weilburský |  |                           |                                                     |  |  |  |  |  |  |  |                                |
|                |                                    |  |                           |                                                     |  |  |  |  |  |  |  |                                |
|                |                                    |  |                           | Jiří August Nasavsko-Idsteinský                     |  |  |  |  |  |  |  |                                |
|                |                                    |  |                           |                                                     |  |  |  |  |  |  |  |                                |
|                | Augusta Nasavsko-Idsteinská        |  |                           |                                                     |  |  |  |  |  |  |  |                                |
|                |                                    |  |                           |                                                     |  |  |  |  |  |  |  |                                |
|                |                                    |  |                           | Henriëtte Dorothea Oettingensko-Oettingenská        |  |  |  |  |  |  |  |                                |
|                |                                    |  |                           |                                                     |  |  |  |  |  |  |  |                                |
|                | Fridrich Vilém Nasavsko-Weilburský |  |                           |                                                     |  |  |  |  |  |  |  |                                |
|                |                                    |  |                           |                                                     |  |  |  |  |  |  |  |                                |
|                |                                    |  |                           | Jan Vilém Friso                                     |  |  |  |  |  |  |  |                                |
|                |                                    |  |                           |                                                     |  |  |  |  |  |  |  |                                |
|                | Vilém IV. Oranžský                 |  |                           |                                                     |  |  |  |  |  |  |  |                                |
|                |                                    |  |                           |                                                     |  |  |  |  |  |  |  |                                |
|                |                                    |  |                           | Marie Luisa Hesensko-Kasselská                      |  |  |  |  |  |  |  |                                |
|                |                                    |  |                           |                                                     |  |  |  |  |  |  |  |                                |
|                | Karolína Oranžsko-Nasavská         |  |                           |                                                     |  |  |  |  |  |  |  |                                |
|                |                                    |  |                           |                                                     |  |  |  |  |  |  |  |                                |
|                |                                    |  |                           | Jiří II.                                            |  |  |  |  |  |  |  |                                |
|                |                                    |  |                           |                                                     |  |  |  |  |  |  |  |                                |
|                | Anna Hannoverská                   |  |                           |                                                     |  |  |  |  |  |  |  |                                |
|                |                                    |  |                           |                                                     |  |  |  |  |  |  |  |                                |
|                |                                    |  |                           | Karolina z Ansbachu                                 |  |  |  |  |  |  |  |                                |
|                |                                    |  |                           |                                                     |  |  |  |  |  |  |  |                                |
| Vilém Nasavský |                                    |  |                           |                                                     |  |  |  |  |  |  |  |                                |
|                |                                    |  |                           |                                                     |  |  |  |  |  |  |  |                                |
|                |                                    |  | Jiří Bedřich z Kirchbergu |                                                     |  |  |  |  |  |  |  |                                |
|                |                                    |  |                           |                                                     |  |  |  |  |  |  |  |                                |
|                | Vilém Ludvík z Kirchbergu          |  |                           |                                                     |  |  |  |  |  |  |  |                                |
|                |                                    |  |                           |                                                     |  |  |  |  |  |  |  |                                |
|                |                                    |  |                           | Sofie Amálie Nasavsko-Ottweilerská                  |  |  |  |  |  |  |  |                                |
|                |                                    |  |                           |                                                     |  |  |  |  |  |  |  |                                |
|                | Vilém Jiří z Kirchbergu            |  |                           |                                                     |  |  |  |  |  |  |  |                                |
|                |                                    |  |                           |                                                     |  |  |  |  |  |  |  |                                |
|                |                                    |  |                           | Karel Salm-Dhaun                                    |  |  |  |  |  |  |  |                                |
|                |                                    |  |                           |                                                     |  |  |  |  |  |  |  |                                |
|                | Luisa Salm-Dhaun                   |  |                           |                                                     |  |  |  |  |  |  |  |                                |
|                |                                    |  |                           |                                                     |  |  |  |  |  |  |  |                                |
|                |                                    |  |                           | Luisa Nasavsko-Ottweilerská                         |  |  |  |  |  |  |  |                                |
|                |                                    |  |                           |                                                     |  |  |  |  |  |  |  |                                |
|                | Luisa Isabela z Kirchbergu         |  |                           |                                                     |  |  |  |  |  |  |  |                                |
|                |                                    |  |                           |                                                     |  |  |  |  |  |  |  |                                |
|                |                                    |  |                           | Jindřich II. z Obergreizu                           |  |  |  |  |  |  |  |                                |
|                |                                    |  |                           |                                                     |  |  |  |  |  |  |  |                                |
|                | Jindřich XI. Reuss Greiz           |  |                           |                                                     |  |  |  |  |  |  |  |                                |
|                |                                    |  |                           |                                                     |  |  |  |  |  |  |  |                                |
|                |                                    |  |                           | Sofie Šarlota z Bothmeru                            |  |  |  |  |  |  |  |                                |
|                |                                    |  |                           |                                                     |  |  |  |  |  |  |  |                                |
|                | Isabela Augusta Reuss Greiz        |  |                           |                                                     |  |  |  |  |  |  |  |                                |
|                |                                    |  |                           |                                                     |  |  |  |  |  |  |  |                                |
|                |                                    |  |                           | Jindřich XXIV. z Köstritzu                          |  |  |  |  |  |  |  |                                |
|                |                                    |  |                           |                                                     |  |  |  |  |  |  |  |                                |
|                | Konradina Eleonora Reuss Köstritz  |  |                           |                                                     |  |  |  |  |  |  |  |                                |
|                |                                    |  |                           |                                                     |  |  |  |  |  |  |  |                                |
|                |                                    |  |                           | Eleonora Promnitz-Dittersbašská                     |  |  |  |  |  |  |  |                                |
|                |                                    |  |                           |                                                     |  |  |  |  |  |  |  |                                |